# Atanasio Pardo
Atanasio Pardo Vega (Santiago, 6 de abril de 1900 – 30 de julio de 1994) fue un futbolista y entrenador chileno. Jugaba de wing izquierdo. fue el primer futbolista chileno en jugar en España y también fue el primer DT en ser campeón con Unión Española en 1943. 

## Primeros años
Atanasio Pardo nació en la ciudad de Santiago, Chile. Fue hijo de Atanacio Pardo y Amalia Vega, una pareja de españoles residentes en Chile.

## Carrera como futbolista
Atanasio Pardo comenzó su carrera futbolística en los años 1920, en Magallanes y Unión Española, donde se desempeñó como wing izquierdo.
A mediados de dicha década emigró al fútbol español, jugando por diversos clubes amateur de Málaga, como Victoria Football Club, Real Málaga, Málaga Sport Club y Fútbol Club Malagueño.
Tras su retorno a Chile formaría parte de los clubes Lautaro de Buin y Tricolor de Paine.

## Carrera como entrenador
Como entrenador, Pardo dirigió a Unión Española en dos oportunidades. El primer período fue entre 1938 y 1939, hasta el receso administrativo del club producto de la Guerra Civil Española. Tras el retorno del club al torneo nacional, fue reemplazado por el español Manuel Casals entre los años 1940 a 1943. El español armó un plantel basado en los jugadores de las divisiones inferiores, el cual fue la base del equipo que triunfó bajo la dirección de Pardo. Atanasio Pardo volvería a dirigir el club en una segunda instancia entre los años 1943 y 1944. Para dicha oportunidad, sumó al plantel a los experimentados futbolistas Segundo Flores (quien retornó de su retiro futbolístico) y Luis Ponce.
Los juveniles formados por García comenzaron su andar en el Campeonato Nacional de 1943 con una victoria ante Colo-Colo. Sin embargo, en la segunda fecha caerían derrotados por 2:0 ante Audax Italiano en el clásico de colonias; este partido fue el único que los rojos de Santa Laura perdieron, logrando llegar a la última fecha del torneo en igualdad de puntaje con Colo-Colo (24 puntos), con ocho triunfos y ocho empates, sumado a la derrota antes mencionada.
Ambos equipos disputaron la última fecha en jornada doble en el estadio Nacional, el 14 de noviembre de ese año. En el primer partido, los hispanos vencieron a Green Cross por 3:1, con un gol de Luis Machuca y dos de Benito Armigol. En el partido de fondo, los colocolinos cayeron por 2:0 ante Santiago Morning, permitiéndole a Unión Española obtener su primer título, al finalizar el torneo con 26 puntos, dos más que sus escoltas, Colo-Colo y Magallanes.